# Willmar Schwabe

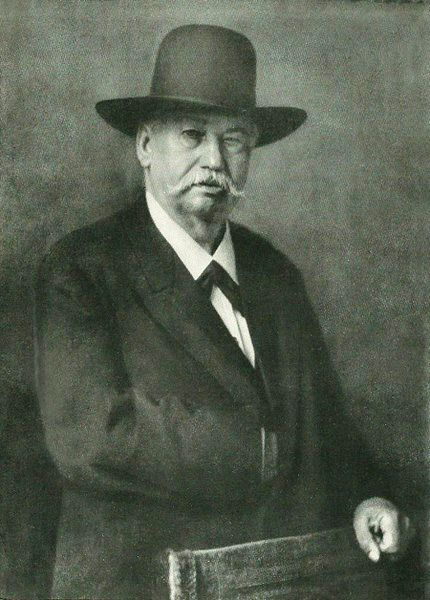
Willmar Schwabe (vor 1916)

Carl Emil Willmar Schwabe (* 15. Juni 1839 in Auerbach/Vogtl.; † 8. Januar 1917 in Leipzig) war ein besonders auf dem Gebiet der Homöopathie tätiger Apotheker, Buchautor und Firmengründer.

## Leben und Wirken
Willmar Schwabe machte als Sohn eines Apothekers in Dresden eine Apothekerlehre, studierte dann 1861–1863 an der Leipziger Universität und promovierte 1863 zum Pharmazeuten. Im Verlauf seines Studiums beschäftigte er sich mit den Lehren Samuel Hahnemanns und wurde ein überzeugter Anhänger der Homöopathie. Schwabe war 1863–1865 Administrator (Verwalter) der Homöopathischen Dispensieranstalt der vereinigten Apotheken zu Leipzig „Homöopathische Central-Apotheke Täschner & Co.“, die 1849 im Dispensierstreit gegründet worden war.
1865 wurde er in Leipzig zum Stadtbezirksarzt verpflichtet. Im Jahr 1866 (nach anderen Quellen 1865) gründete er im Alter von 26 Jahren die Homöopathische Central-Officin Dr. Willmar Schwabe, die homöopathische Urtinkturen als Grundlage von Arzneien fertigte und an andere Apotheken und ins Ausland lieferte. Daraus gingen später die heutige Dr. Willmar Schwabe GmbH & Co. KG und die Deutsche Homöopathie-Union hervor. Gleichzeitig gründete er einen eigenen Verlag für homöopathische Literatur mit Druckerei.

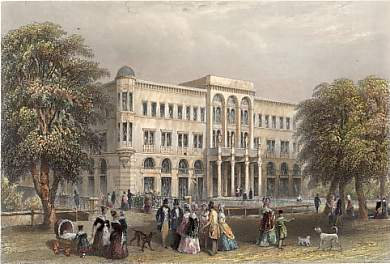
Die Centralhalle (um 1840)
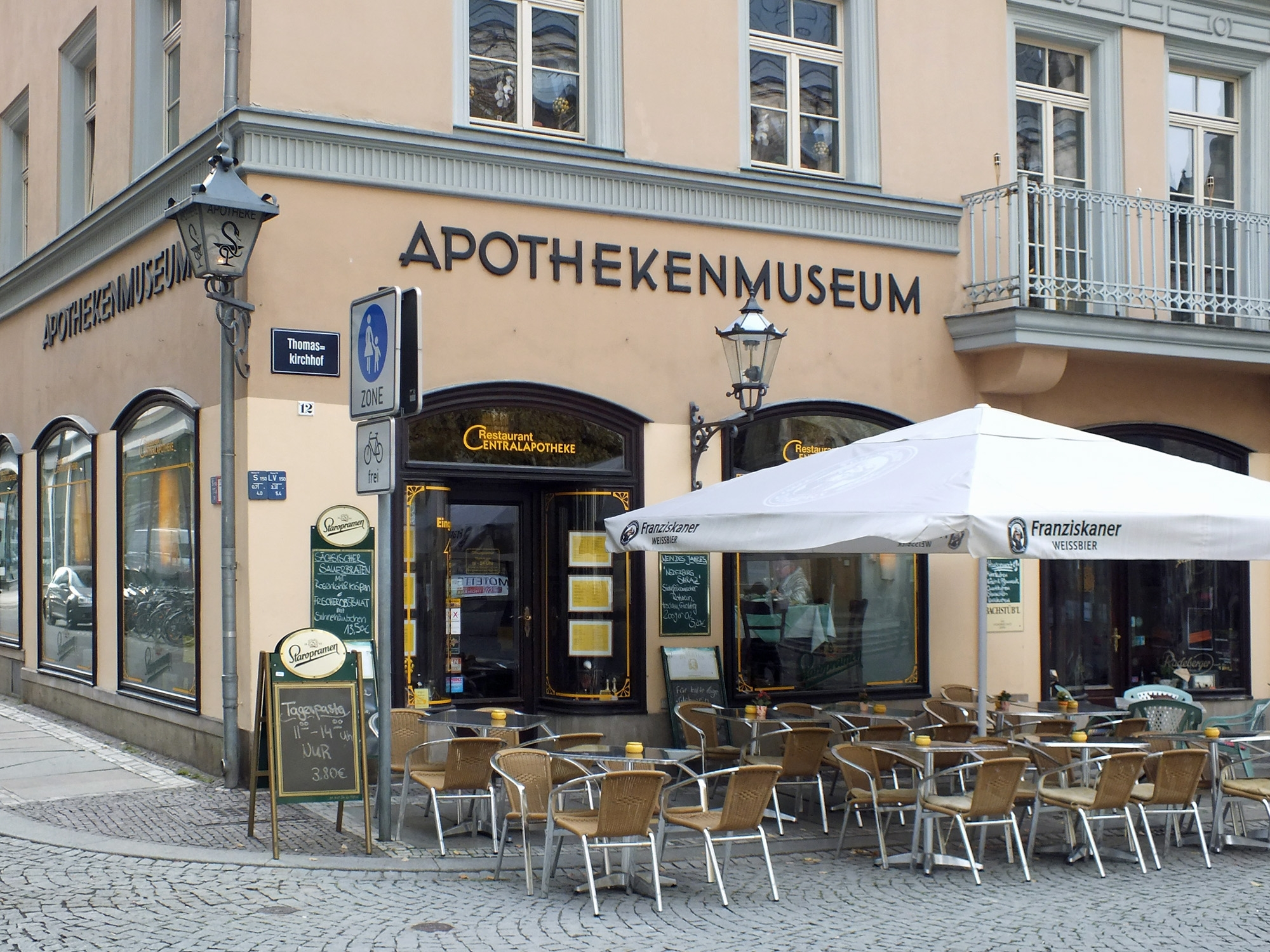
Die ehemalige Centralapotheke am Thomaskirchhof (2011)
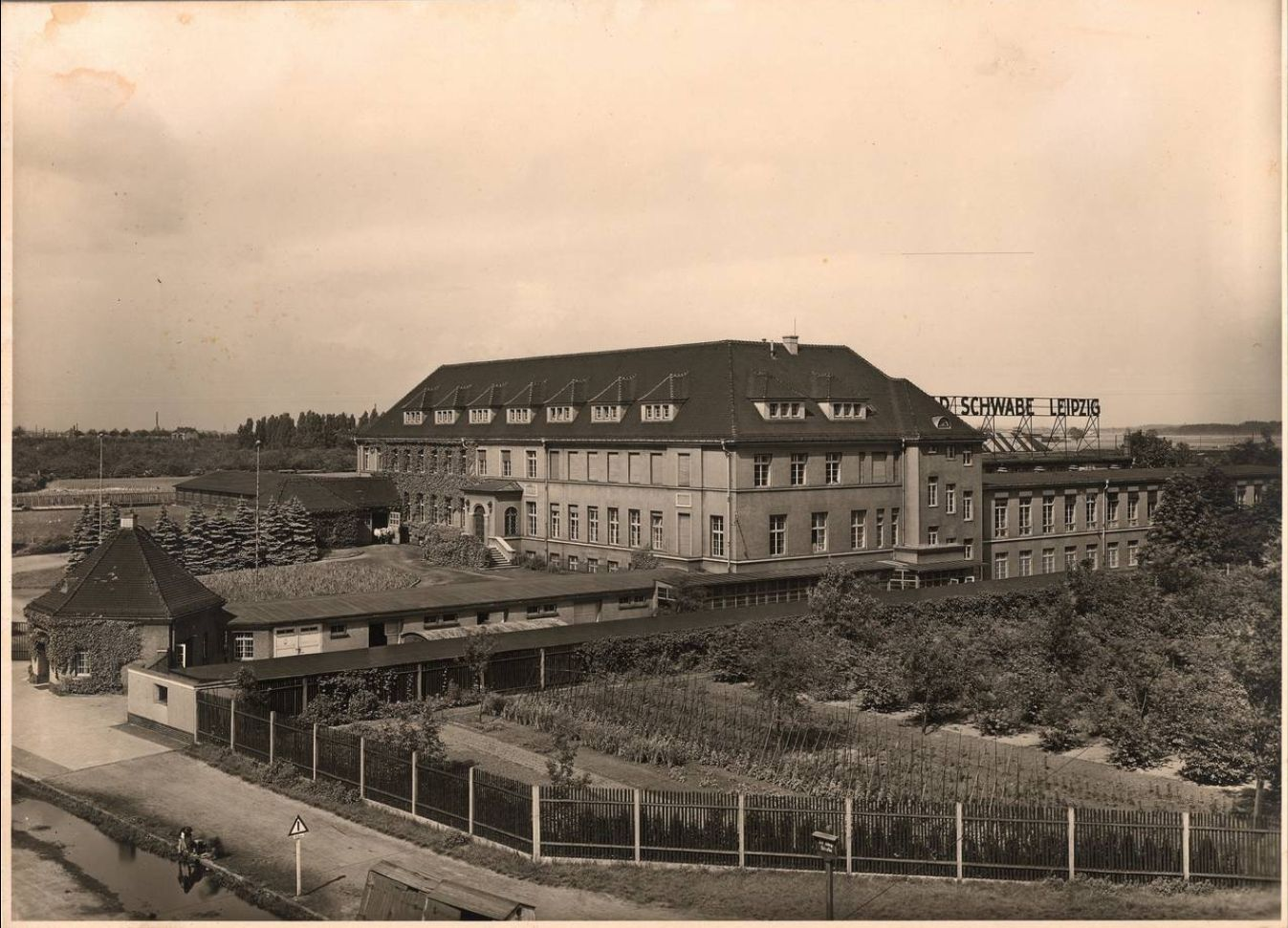
Die neue Fabrik in der Paunsdorfer Bahnhofstraße 54 (ab 1926)

Ab 1871 verkaufte Schwabe in der Centralhalle auch direkt an  Patienten. 1878 erwarb er die einzige Konkurrenz in Leipzig, die „Homöopathische Central-Apotheke“, bei der er zwei Jahre als Administrator gearbeitet hatte. Sie firmierte von nun an unter Homöopathische Central-Apotheke Dr. Willmar Schwabe. 1882 wechselte der Firmensitz in die Querstraße 5, 1926 in die Paunsdorfer Bahnhofstraße (ab 1928 Breitingstraße 54).
1891 wurden die beiden ersten inländischen Filialen errichtet, 1895 das erste Depot im Ausland (Amsterdam). 1900 zählte man weltweit 50 Niederlassungen, 1913 ca. 750 und 1926 mehr als 2500 Filialen. Daneben trugen seine publizistischen Unternehmungen zum Erfolg bei, da er in seinem Verlag auch medizinische Fachliteratur verlegte. 1872 erschien sein selbst verfasstes Werk Pharmacopoea Homoeopathica Polyglottica, das nach heftigen Diskussionen vom Zentralverein homöopathischer Ärzte als verbindliches Arzneibuch akzeptiert und 1934 als Deutsches Homöopathisches Arzneibuch auch staatlich anerkannt wurde. Daneben veröffentlichte Schwabe mehr als 200 andere Werke, darunter die von Richard Haehl herausgegebene sechste Auflage des Organon, des maßgeblichen Grundlagenwerks der Homöopathie, und Rudolf Tischners Geschichte der Homöopathie. Dazu kamen Fachbücher und Ratgeberliteratur sowie Zeitschriften, darunter von 1910 bis 1939 die Allgemeine Homöopathische Zeitung. Den homöopathischen Laienvereinen bot er Vereinsapotheken zu Sonderkonditionen an und unterstützte ihre Vortragsabende.
Schwabe war Mitbegründer und 1892–1904 auch Vorsitzender der Gemeinsamen Ortskrankenkasse für Leipzig und Umgegend. Die Straße, in der 1925 das neu erbaute Verwaltungsgebäude der Ortskrankenkasse eröffnet wurde, erhielt am 15. August 1925 zum Gedenken an den „Bahnbrecher für die Sozialversicherung der deutschen Arbeiterschaft“ seinen Namen. Darüber hinaus gründete Schwabe 1871 in Leipzig eine private Poliklinik, in der Kranke ambulant behandelt und homöopathische Ärzte ausgebildet wurden.
Weiterhin kaufte er 1889 zwei Rittergüter (die Güter Gleesberg bei Schneeberg und Förstel bei Langenberg) und 1896 das Kurbad Augustusbad bei Radeberg, um diese als Genesungsstationen zunächst unentgeltlich zur Verfügung zu stellen, 1904 jedoch in der Dr. Willmar Schwabeschen Heimstätten-Stiftung zusammenzufassen und der Ortskrankenkasse Leipzig zu übereignen.

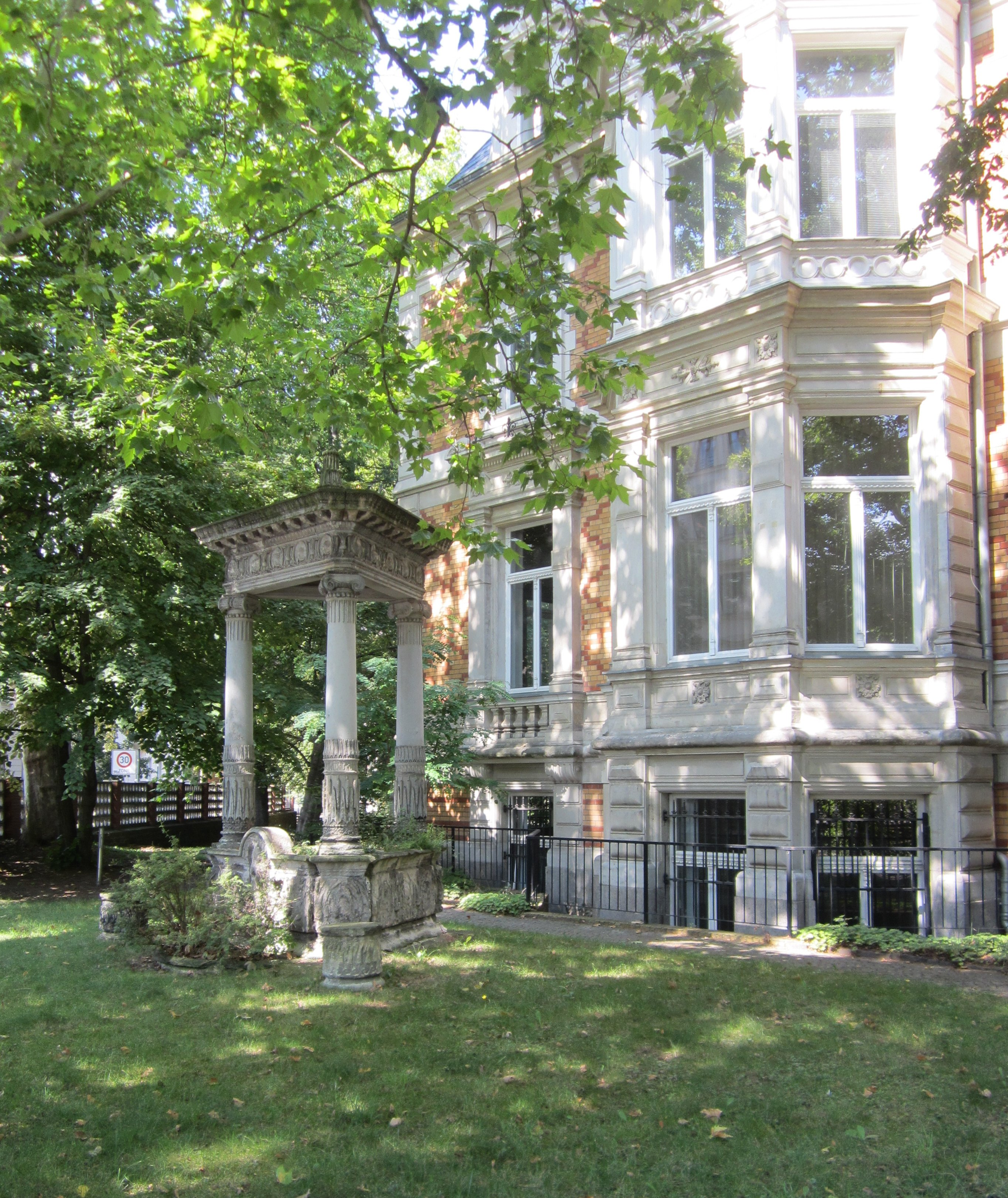
Villa Willmar Schwabe (2015)
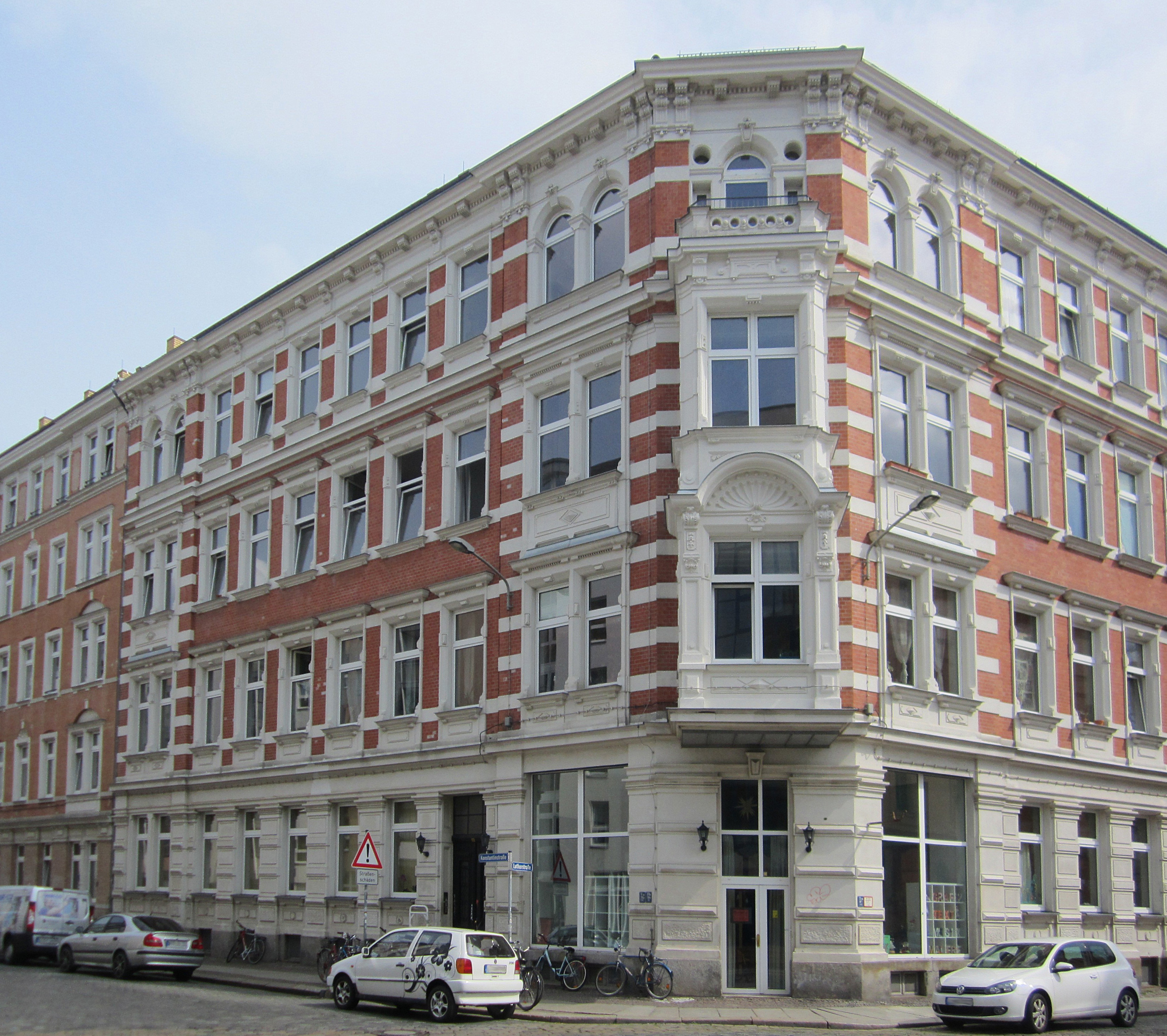
Eines der Schwabe'schen Mietshäuser, Konstantinstraße 6 / Ecke Lutherstraße (2015)

1870 heiratete Schwabe Luise Eder, die elf Jahre jüngere Tochter seines ehemaligen Dresdner Ausbilders. Das Paar hatte vier Töchter und einen Sohn. 1879 erwarb Schwabe ein großes Grundstück an der Kohlgartenstraße in der damals noch selbstständigen Gemeinde Reudnitz bei Leipzig. Hier ließ er sich einen prächtigen Familiensitz erbauen. An die heute noch stehende Villa Willmar Schwabe schloss sich nach Norden ein großer parkähnlicher Garten mit einem Teich, einem großen Springbrunnen, einem Tennisplatz und verschiedenen weiteren Gartenanlagen an. Ein großer Teil davon ist heute der öffentliche Elsapark. An der Nordwestgrenze des Grundstücks, an der Konstantinstraße, errichtete er von 1887 bis 1891 sechs fünfgeschossige Mietshäuser.
Auch außerhalb seines Unternehmens engagierte sich Schwabe vielfach. Schon in den 1870er Jahren war er Mitglied des Leipziger Stadtverordneten-Kollegiums. In den 1880er Jahren war er Gemeindevorstandsmitglied seines Wohnortes Reudnitz und von 1890 bis 1895 unbesoldeter Stadtrat in Leipzig.

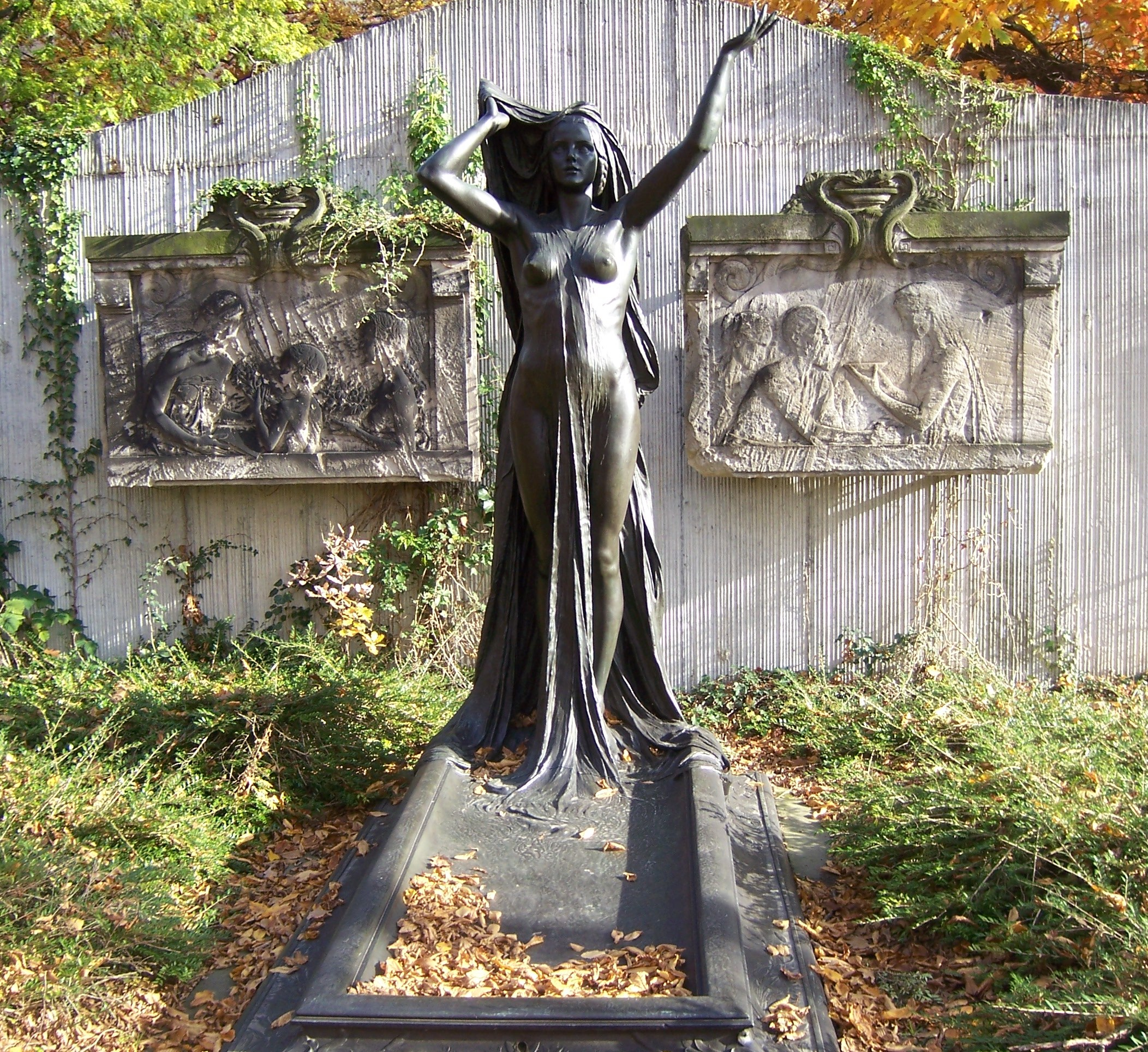
Die vom Neuen auf den Alten Johannisfriedhof umgesetzte Grabgestaltung

Nach kurzer Krankheit verstarb Willmar Schwabe am 8. Januar 1917 im Alter von 78 Jahren. Beigesetzt wurde er auf dem Neuen Johannisfriedhof in Leipzig an der Seite seiner Ehefrau. Nach der Auflassung des Neuen Johannisfriedhofs wurde die Grabgestaltung auf den Alten Johannisfriedhof umgesetzt.

## Ehrungen und Auszeichnungen
- Kommerzienrat
- Geheimer Hofrat
- Sächsischer Albrechts-Orden I. Klasse
- Preußischer Kronenorden III. Klasse
- nach ihm ist der Dr.-Willmar-Schwabe-Preis benannt

## Die Firma nach 1945
Nach der Übersiedlung der Firma 1946 in den Westteil Deutschlands (nach Karlsruhe-Durlach) wurde der Leipziger Betrieb 1948 verstaatlicht, 1952 in den VEB Homöopharm – Dr. Willmar Schwabe und 1957 in den VEB Leipziger Arzneimittelwerk (LAW) umgewandelt.
1970 erfolgte die Eingliederung in den VEB Kombinat Arzneimittelwerke Dresden, wo das Leipziger Arzneimittelwerk ab 1978 ein juristisch selbständiger Kombinatsbetrieb wurde.
Nach der politischen Wende wurde die Firma in der Paunsdorfer Elisabeth-Schumacher-Straße (ehemals Breitingstraße) im Jahre 1990 in die Leipziger Arzneimittelwerk GmbH umgewandelt, die 1992 von der Wyeth-Gruppe übernommen wurde. Im Jahr 2000 übernahm die Riemser Arzneimittel AG das Leipziger Arzneimittelwerk, 2013 wurde es an die Prange Gruppe und 2021 an Adragos Pharma weiterveräußert. Seitdem firmiert das Werk unter dem Namen L-A-W Services GmbH, Leipziger Arzneimittelwerk und bietet als Lohnhersteller Leistungen auf den Gebieten Herstellung, Abfüllung, Konfektionierung, Verpackung und Auftragsanalytik von Salben, Cremes, Pasten, Gelen und wässrigen Suspensionen an.
In der ehemaligen, am 31. Dezember 1996 geschlossenen Homöopathischen Central-Apotheke am Thomaskirchhof befindet sich heute zusammen mit einem Restaurant im historischen Apotheken-Interieur das auf Initiative des Sächsischen Apothekerverbandes am 17. Juli 1999 eröffnete Sächsische Apothekenmuseum Leipzig.
Die Firmengruppe um die Karlsruher Dr. Willmar Schwabe GmbH & Co. KG ist nach wie vor im Besitz und unter der Leitung von Schwabes Familie, mittlerweile in der fünften Generation. Die Heimstätten-Stiftung wurde von seinen Erben als Schwabesche Heimstätten-Betriebsgesellschaft ebenfalls erhalten. Sie konnte im Jahr 2001 das Gut Gleesberg wieder übernehmen und richtete dort ein Altenpflegeheim ein.

## Erwähnung in der Belletristik
Der Abenteuerromanschriftsteller Karl May beschreibt 1881 in seiner Reiseerzählung Durch Wüste und Harem, die 1895 in Durch die Wüste umbenannt wurde, dass ihm, als seinem Alter Ego Kara Ben Nemsi „unglücklicherweise in Kairo eine alte, nur noch halb gefüllte homöopathische Apotheke von Willmar Schwabe in die Hand gekommen“ sei. Er schildert, er habe „gegen alle möglichen eingebildeten Leiden eine Messerspitze Milchzucker gegeben und war mit ungeheurer Schnelligkeit in den Ruf eines Arztes gekommen, der mit dem Scheidan im Bunde stehe, weil er mit drei Körnchen Durrhahirse Tote lebendig machen könne“.

## Werke
- Pharmacopoea homoeopathica polyglotta. Schwabe, Leipzig 1872 (Digitalisat)
- Pharmacopoea homoeopathica polyglotta. Schwabe, 2. Aufl., Leipzig 1880 (Digitalisat)
- Deutsches homöopathisches Arzneibuch : Aufzählung und Beschreibung der homöopathischen Arzneimittel nebst Vorschrift für ihre Bereitung, Prüfung und Wertbestimmung. Schwabe, 3. Ausg., Leipzig 1906 (Digitalisat)
- Deutsches homöopathisches Arzneibuch : Aufzählung und Beschreibung der homöopathischen Arzneimittel nebst Vorschrift für ihre Bereitung, Prüfung und Wertbestimmung. Schwabe, 4. Aufl., Leipzig 1908  Digitalisierte Ausgabe der Universitäts- und Landesbibliothek Düsseldorf
- Homöopathisches Arzneibuch : Aufzählung der homöopathischen Arzneimittel nebst Vorschrift für ihre Bereitung, Prüfung und Wertbestimmung. Schwabe, 2. dt. Ausg. der Pharmacopoea homoeopathica polyglotta, Leipzig 1929 Digitalisierte Ausgabe der Universitäts- und Landesbibliothek Düsseldorf.